# مواد صلبة حيوية

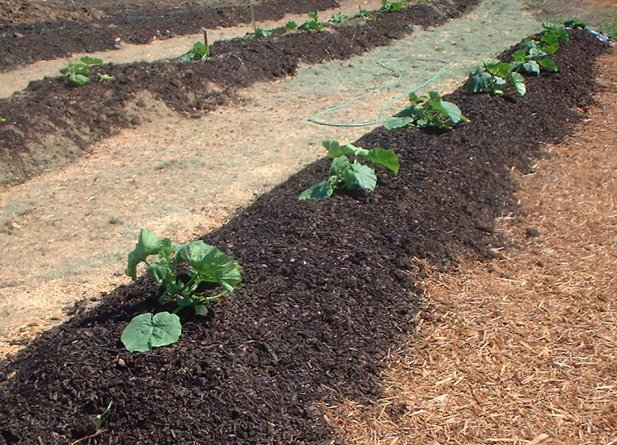
شتلات اليقطين المزروعة على المواد الصلبة الحيوية

المواد الصلبة الحيوية (بالإنجليزية: Biosolids) هي مواد عضوية صلبة يتم استرجاعها من عملية معالجة مياه الصرف الصحي وتستخدم كسماد. في الماضي، كان من الشائع للمزارعين استخدام السماد الحيواني لتحسين تربة التربة. في عشرينيات القرن العشرين، انتقل المجتمع الزراعي من السماد الحيواني إلى استخدام محطات معالجة مياه الصرف الصحي المحلية. من خلال سنوات من البحث، أكد العلماء أن هذه المواد الحيوية تحتوي على مغذيات مماثلة لتلك الموجودة في سماد البقر العادي. عادة ما يتم علاج جميع المواد الصلبة الحيوية التي تستخدم كسماد في المجتمع الزراعي لمنع انتشار الأمراض ومسببات الأمراض الأخرى للجمهور.